# Temenica
Temenica este o arie protejată (arie specială de conservare — SAC, sit de importanță comunitară — SCI) din Slovenia întinsă pe o suprafață de 155,35 ha, integral pe uscat.

## Localizare
Centrul sitului Temenica este situat la coordonatele 45°48′06″N 15°06′39″E / 45.8018°N 15.1109°E.

## Înființare
Situl Temenica a fost declarat sit de importanță comunitară în aprilie 2004 pentru a proteja 2 specii de animale. Situl a fost protejat și ca arie specială de conservare în februarie 2012.

## Biodiversitate
Situată în ecoregiunea continentală, aria protejată conține 1 habitat natural: Cursuri de apă de la nivel de câmpie la nivel montan, cu vegetație Ranunculion fluitantis și Callitricho-Batrachion.
La baza desemnării sitului se află mai multe specii protejate:
- mamifere (1): vidră de râu (Lutra lutra)
- reptile (1): țestoasa de baltă (Emys orbicularis)